# Przemyśl Główny
Przemyśl Główny (česky Přemyšl hlavní nádraží) je hlavní nádraží v Přemyšli, historickém městě v polské Haliči na řece San, asi deset kilometrů hranic s Ukrajinou. V současné době náleží město Přemyšl k Podkarpatskému vojvodství.

## Obecný přehled

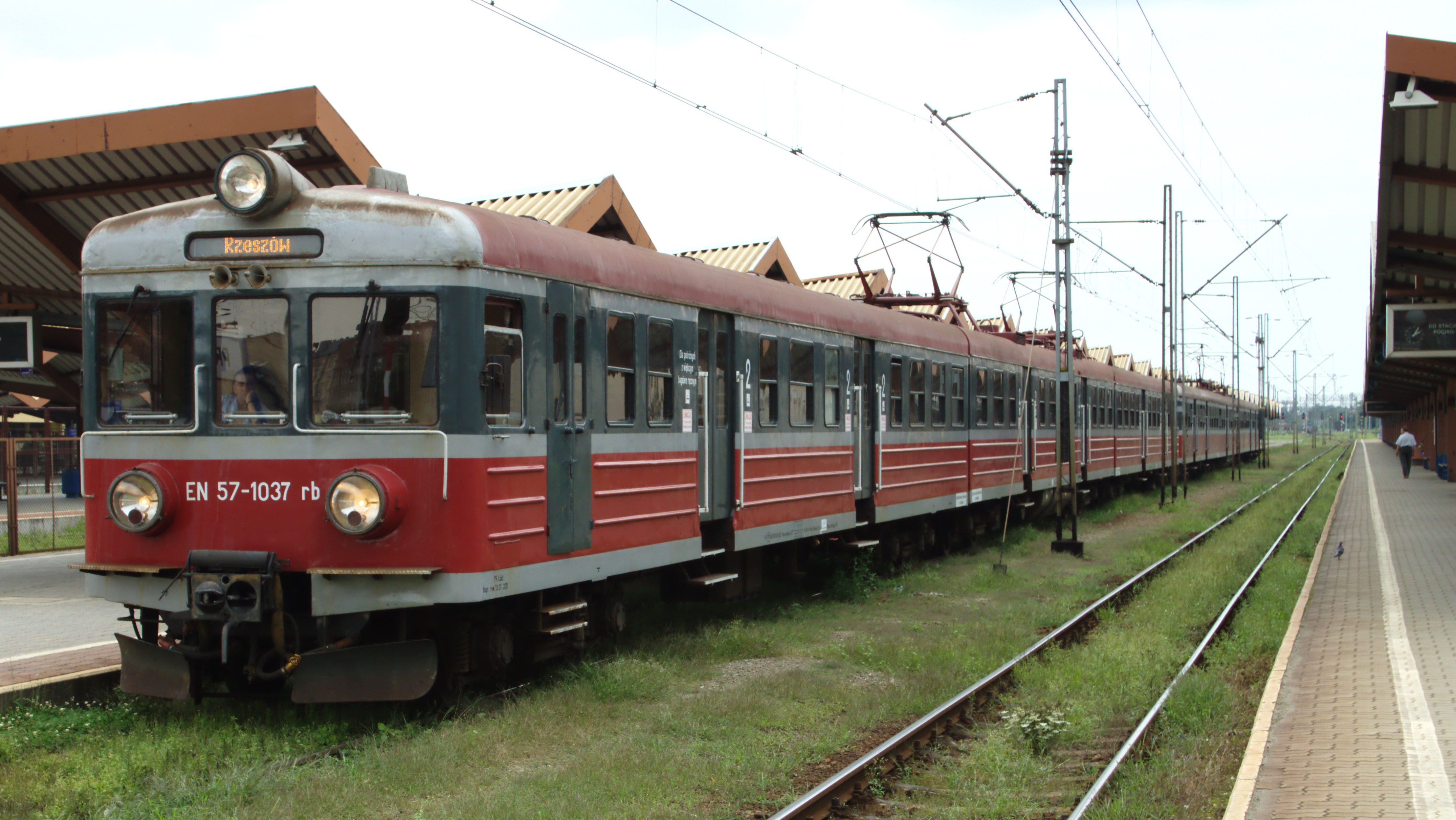
Příměstská jednotka na jednom z nástupišť

Železniční stanice Przemyśl Główny je jednou z největších a nejvýznamnějších železničních stanic v Podkarpatském vojvodství, patří mezi nejpůsobivější stavby na železniční trati mezi Krakovem a Lvovem. Stanice byla postavena v letech 1859-1860, otevřena byla 4. listopadu roku 1860. Od roku 1939 vystupovala pod tehdejším německým názvem Hauptbahnhof. Dnešní název Przemyśl Główny, neboli Přemyšl hlavní nádraží získala v roce 1945. Stanice byla prvně přestavěna v roce 1895 v novobarokním slohu. Další přestavby následovaly v roce 1922, 1959, 1966 a v letech 1988-1995. V letech 2010-2012 byla stanice kompletně zrekonstruována, celkové náklady na revitalizaci nádraží se vyšplhaly na 25 mil. zlotých.
Železniční stanice Przemyśl Główny je výchozí stanicí vlaku s výstižným názvem Przemyślanin, který na své trase do Svinoústí překoná vzdálenost 1008 km za méně než 18 hodin. Tento vlak je často nazýván polským Orient Expresem.

## Železniční tratě
Železniční stanicí Przemyśl Główny prochází železniční tratě:
- 91 Kraków Główny – Medyka
- Przemyśl Bakończyce – Przemyśl Główny

## Železniční doprava
Hlavní nádraží v Přemyšli obsluhují dálkové vnitrostátní, mezinárodní spoje jedoucí například do:
- Varšavy – (Warszawa Zachodnia, Warszawa Centralna, Warszawa Wschodnia)
- Poznaně – (Poznań Główny)
- Vratislavi – (Wrocław Główny)
- Krakova – (Kraków Główny Osobowy)
- Gdyně – (Gdynia Główna)
- Gdaňsku – (Gdańsk Główny)
- Štětína – (Szczecin Główny)
- Svinoústí
- Lvova

## Galerie

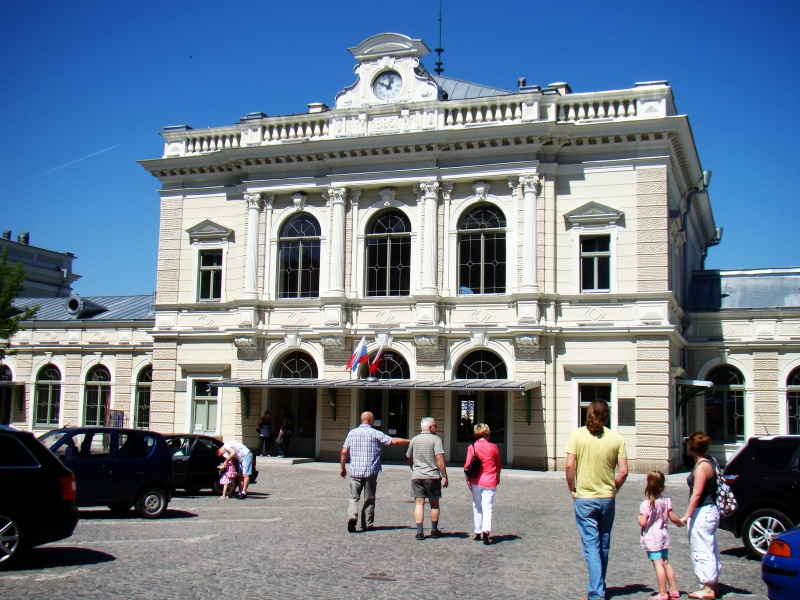
Staniční budova
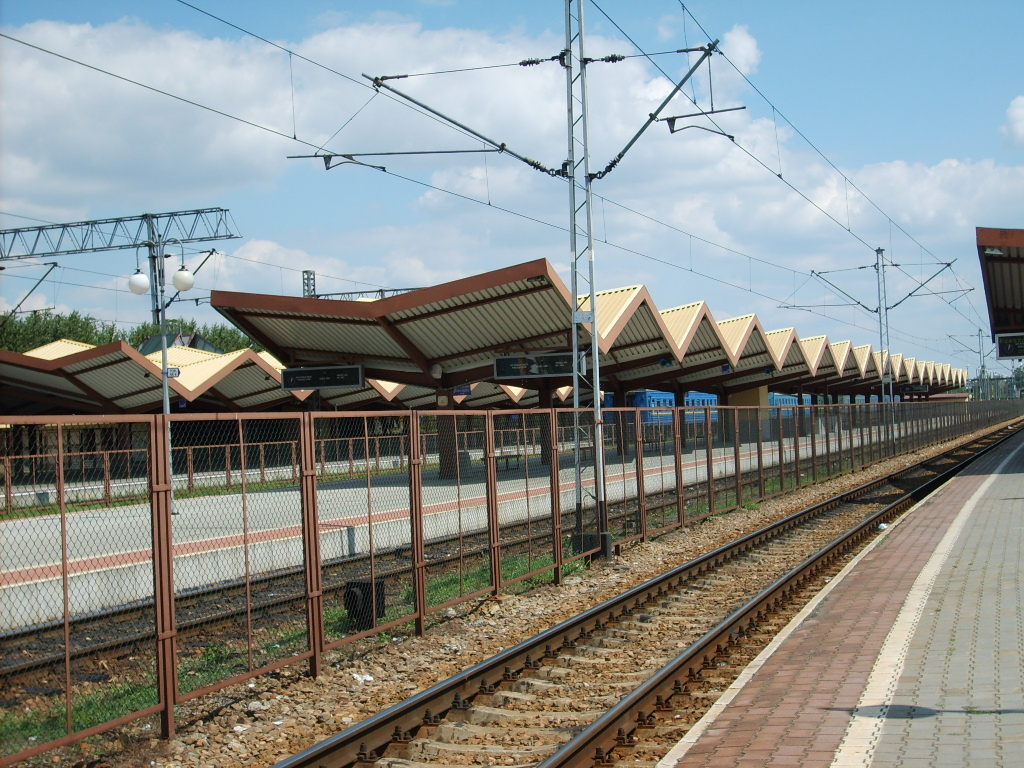
Nástupiště
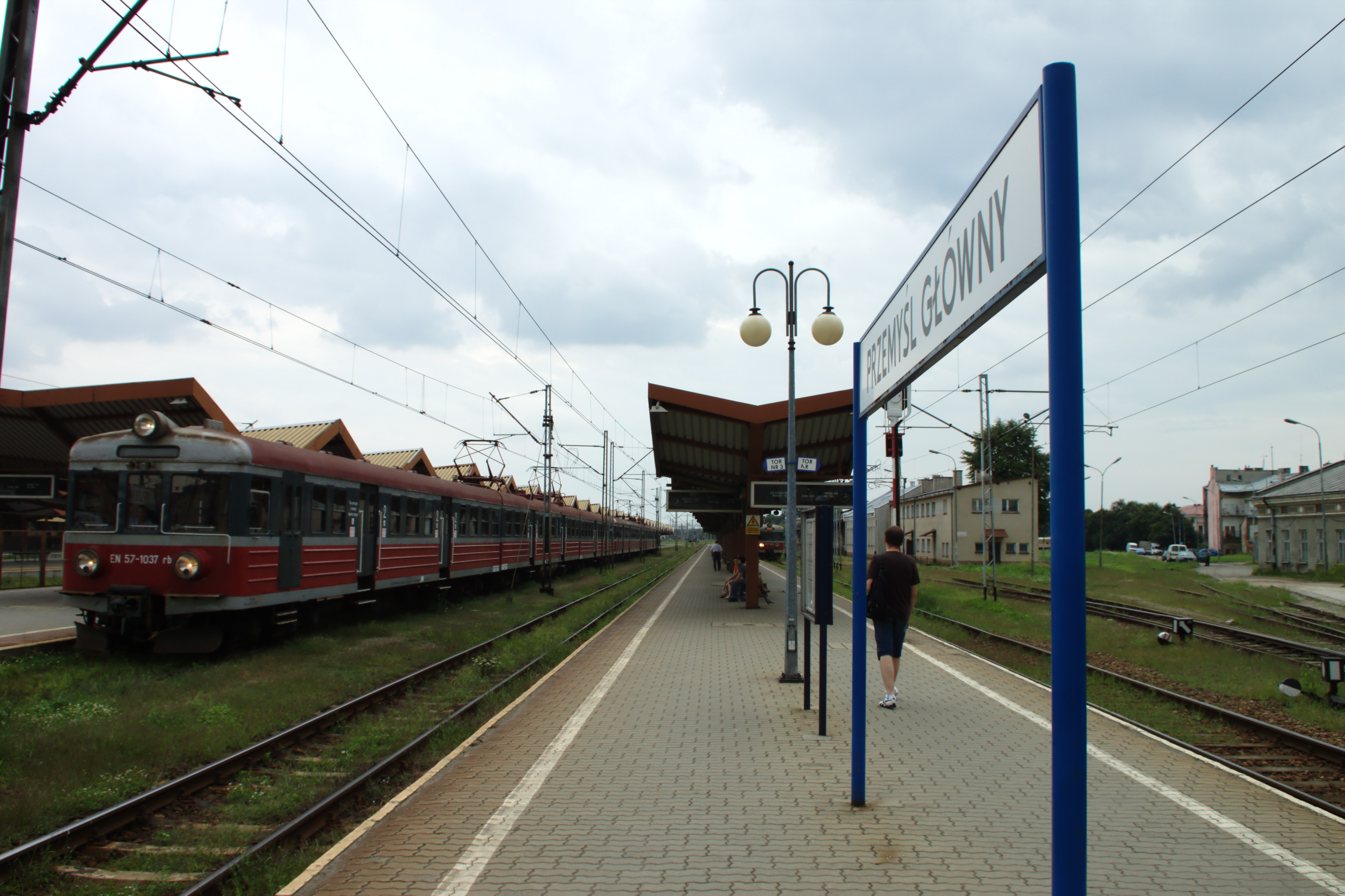
Nástupiště
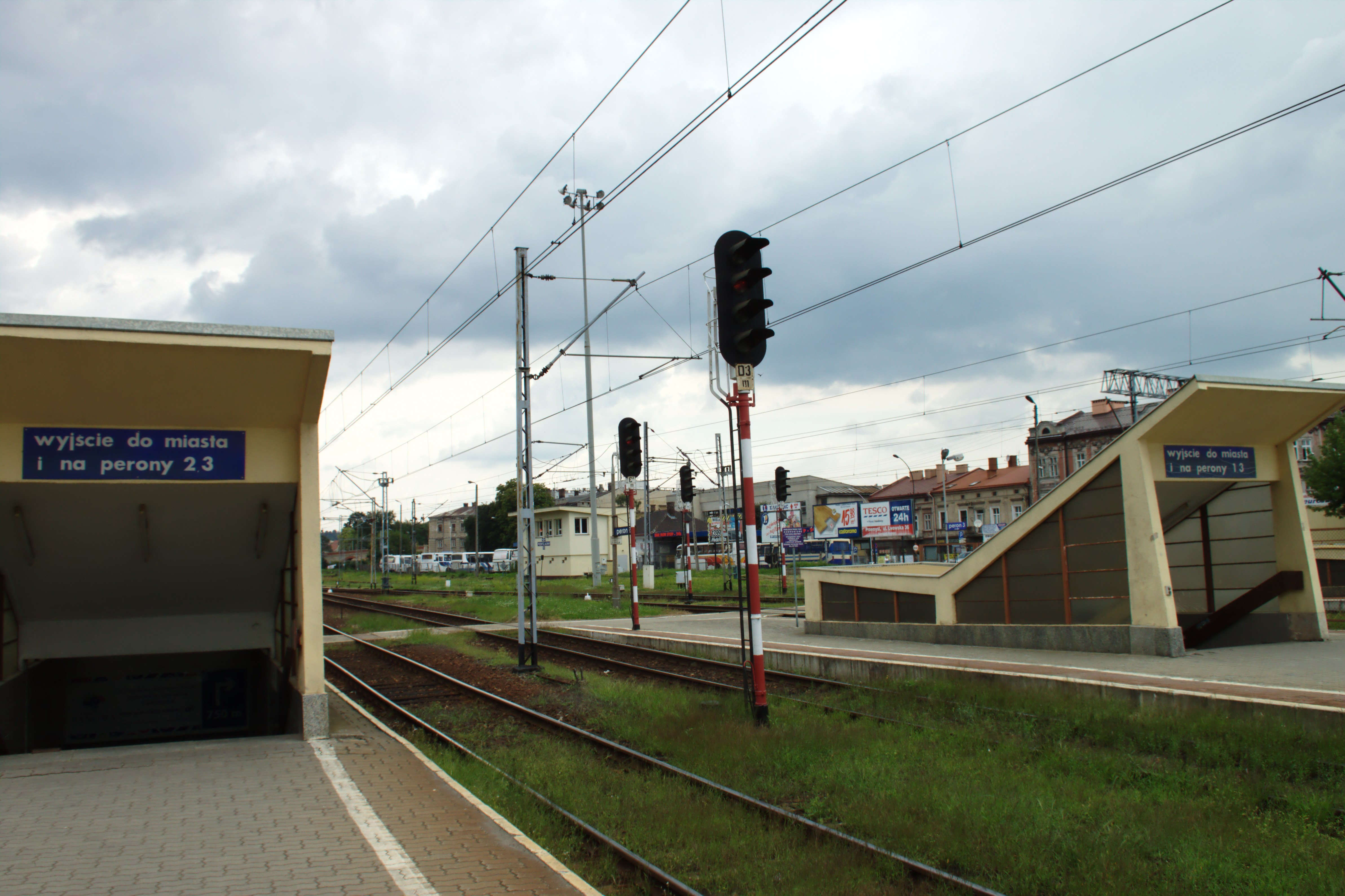
Nástupiště a vchody do podchodů
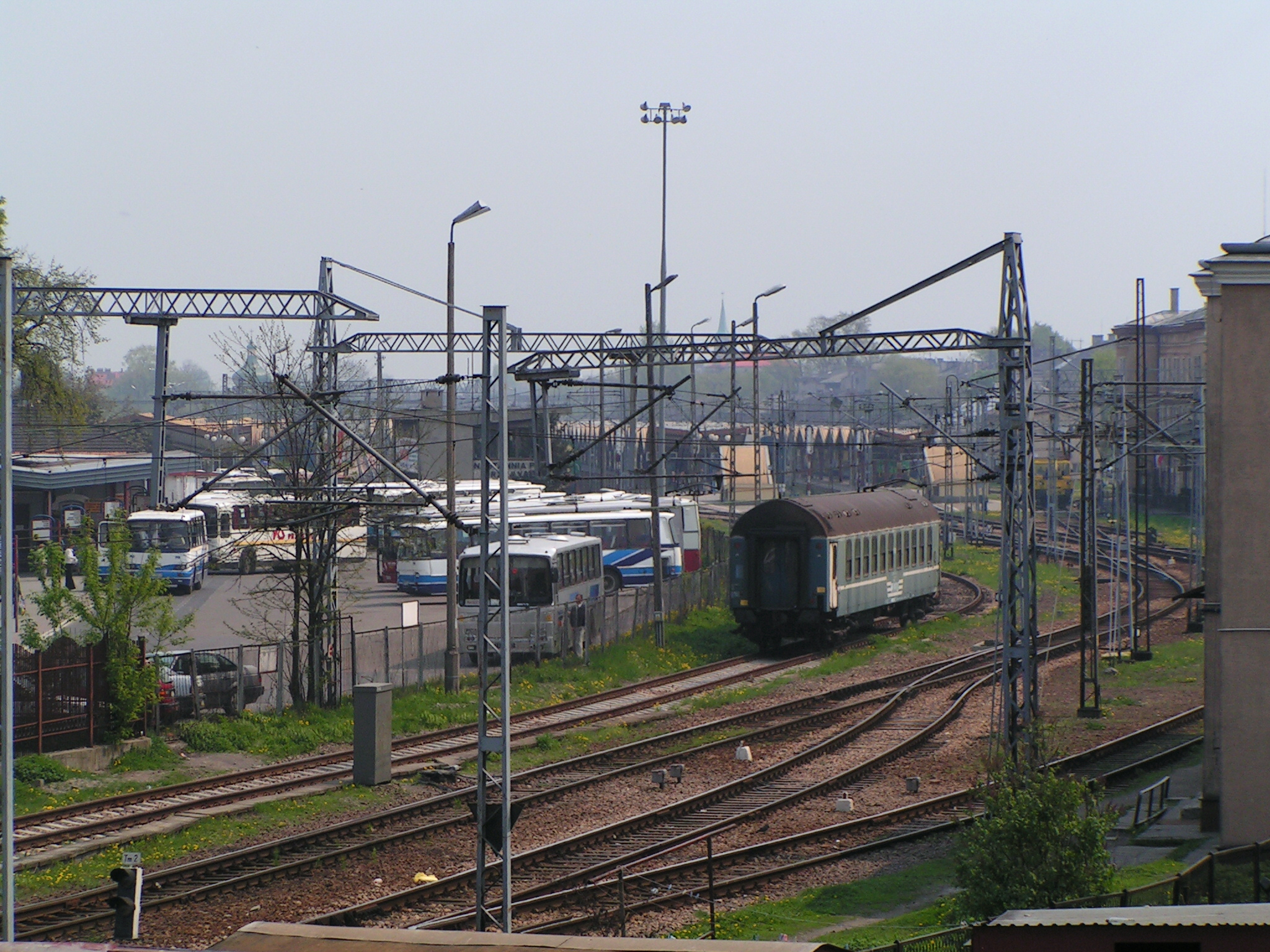
Kolejiště